# Sljuďanka
Sljuďanka (rusky Слюдянка) je město v Irkutské oblasti v Ruské federaci. Při sčítání lidu v roce 2010 měla přes osmnáct tisíc obyvatel.

## Poloha
Sljuďanka leží na jihozápadním konci Bajkalu severně od pohoří Chamar-daban. Od Irkutsku, správního střediska oblasti, je vzdálena 125 kilometrů na jihozápad.

### Doprava
Sljuďanka leží na Transsibiřské magistrále, na které má dokonce dvě stanice:
- Sljuďanka-II na 5306. kilometru od Moskvy, kde odbočuje Krugobajkalská železnice do Bajkalu.
- Sljuďanka-I na 5311. kilometru

Přes Sljuďanku vede dálnice R258 z Irkutsku do Čity.

## Dějiny
Sídlo zde vzniklo v 17. století v souvislosti s těžbou slídy, po které se také jmenuje.
Velký rozvoj začal v roce 1905 s dokončením Krugobajkalské železnice.
Městem je Sljuďanka od roku 1936.